# 書き損じミノムシ

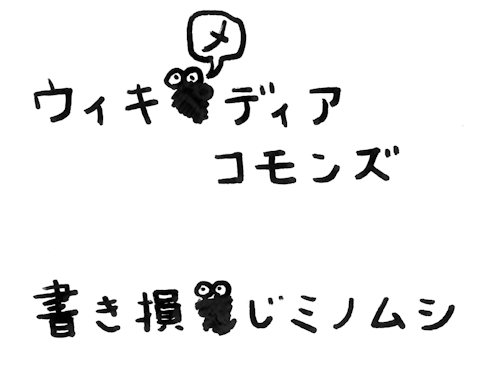
書き損じミノムシ

書き損じミノムシ（かきそんじミノムシ）や誤字をごまかすミノムシ（ごじをごまかすミノムシ）、誤字虫（ごじむし）と呼ばれるキャラクターは、手紙などの筆記で文字を書き間違えた際に、書き間違えた文字を消し、その上に目玉を2つ描き足した時に生まれるキャラクター。そのキャラクターに吹き出しを付けて、正しい文字に置き換える場合もある。

## 概要
書き文字を間違えた時に、その間違えた箇所を黒く塗って目を加える。正しい文字に置き換える場合には、その出来たキャラクターに正しい文字を言わせる。
昭和から平成にかけて一世を風靡したが、電子メールやSMSの普及によって手紙を書く機会そのものが激減したために、目にすることが少なくなった。
正式な名前は無く、「みのむし」「誤字虫」「げじげじ」「直ムシ」「けむし」「けし虫」「まっくろくろすけ」など多種多様に呼ばれており、脚を描き足したり、角を添えてカブトムシやクワガタのようにしたり、ねこやクワガタ、りんごにするなどのアレンジが加えられる場合もある。